# Ангелы и демоны (фильм)
«Ангелы и демоны» (англ. Angels & Demons) — американский триллер режиссёра Рона Ховарда по одноимённому роману Дэна Брауна. Сиквел фильма «Код да Винчи» (хотя книга «Ангелы и демоны» вышла раньше издания «Код да Винчи»). Мировая премьера состоялась 13 мая 2009 года, в России — на следующий день.

## Сюжет
Приёмный сын Папы Римского ирландец Патрик Маккенна решает возродить величие католической церкви. Для этого он идёт на крайние меры: инсценирует заговор иллюминатов и от их имени совершает убийство своего отца и похищение четырёх кардиналов, у которых были наибольшие шансы на папский престол, а также организовывает хищение антивещества из ЦЕРНа, чтоб произвести взрыв могилы святого Петра.
Для большей убедительности вызывают специалиста по символике Роберта Лэнгдона, который включается в расследование, обнаруживает трупы трёх кардиналов и спасает из воды четвёртого. Убивший их киллер находит машину с обещанным ему гонораром, но машина взрывается после того, как киллер включает зажигание. Лэнгдон понимает, что следы ведут в Ватикан. К схожим выводам приходит и командир швейцарской гвардии Рихтер, однако Патрик, ставший на время выборов главой Ватикана, оговаривает его, обвинив в принадлежности к иллюминатам.
Лэнгдон изучает записи скрытых камер, установленных в кабинете Папы, и тайное становится явным. Патрик выставляет себя героем, взорвав антивещество на вертолёте в небе над Ватиканом. У него все шансы стать Римским папой, но его коварный замысел раскрыт. Осознав своё падение, он сжигает себя. Новым Папой становится спасённый из фонтана кардинал.

## В ролях

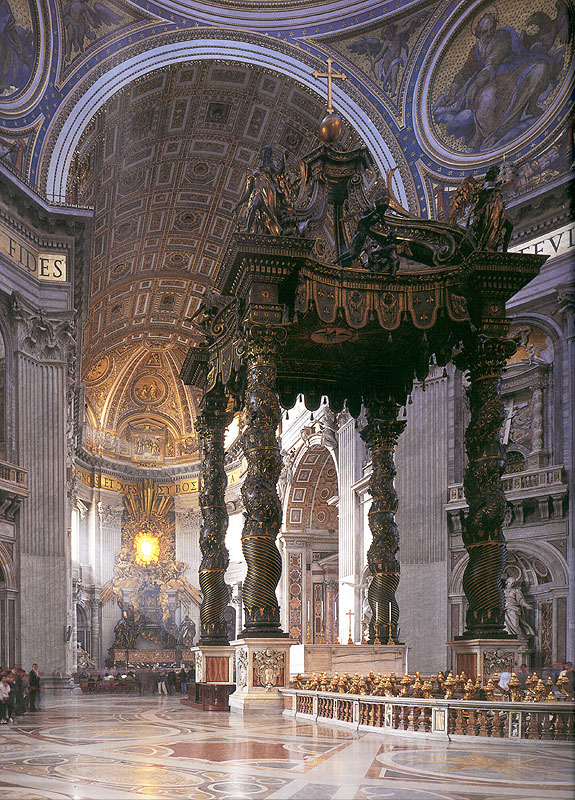
Балдахин Святого Петра — место самосожжения героя Макгрегора

| Актёр                | Роль                                           |
| -------------------- | ---------------------------------------------- |
| Том Хэнкс            | Роберт Лэнгдон                                 |
| Айелет Зорер         | Виттория Ветра                                 |
| Юэн Макгрегор        | Патрик Маккенна (в книге — Карло Вентреска)    |
| Стеллан Скарсгард    | коммандер Рихтер                               |
| Пьерфранческо Фавино | инспектор папской жандармерии Эрнесто Оливетти |
| Дэвид Паскеси        | Винченцо                                       |
| Армин Мюллер-Шталь   | кардинал Стросс                                |
| Урсула Брукс         | репортёр ВВС                                   |
| Илья Баскин          | кардинал Петров                                |
| Рэнс Ховард          | кардинал Бэк                                   |
| Николай Ли Кос       | наёмник                                        |
| Туре Линдхардт       | швейцарский гвардеец лейтенант Шартран         |
| Кармен Аргензиан     | отец Сильвано Бентивольо                       |
| Стив Франкен         | кардинал Кольбер                               |
| Курт Лоуэнс          | кардинал Эбнер                                 |

## Производство
Том Хэнкс за роль в этом фильме получил рекордный гонорар — чуть более 51 млн долларов.
Фильм планировалось выпустить в прокат в декабре 2008 года, но из-за забастовки американских сценаристов премьера состоялась лишь 4 мая 2009 года.

## Критика
Во время работы над фильмом Святой Престол отказался открыть Ватикан для проведения съёмок, а отдельные представители католического сообщества призывали бойкотировать фильм, так как он может оскорбить религиозные чувства верующих. Известный теолог Джанни Дженнари назвал «Ангелы и демоны» «открытым бесстыдством» и «безнадёжной попыткой подорвать доверие к церкви, которая на протяжении двух тысячелетий выдерживает все удары, поддерживаемая Святым Духом». Ряд кинокритиков предположили, что такой негативный отзыв со стороны Ватикана даст обратный эффект и лишь подогреет интерес к фильму. Между тем сценарий был смягчён по сравнению с книгой с тем, чтобы представить церковь в довольно выгодном свете. В результате даже официальное ватиканское издание L’Osservatore Romano после выхода фильма на экраны отнеслось к нему лояльно, назвав его «безобидным развлечением», в котором церковь выведена «на стороне хороших парней».